# Leptobrachium montanum
Leptobrachium montanum es una especie  de anfibios de la familia Megophryidae.

## Distribución geográfica
Es endémica de Brunéi, Kalimantan y Malasia Oriental, en la isla de Borneo.

## Estado de conservación
Se encuentra amenazada por la pérdida de su hábitat natural.